# Palácio da Fonte da Pipa
O Palácio da Fonte da Pipa, igualmente conhecido como Palacete da Fonte da Pipa ou Quinta da Fonte da Pipa, é um edifício histórico nas imediações da cidade de Loulé, na região do Algarve, em Portugal. Foi construído no século XIX pelo autarca e deputado Marçal de Azevedo Pacheco, tendo depois mudado de proprietário várias vezes. Em 2017 foi muito danificado por um incêndio, quando já se encontrava numa situação de profundo abandono.

## Descrição
O Palácio da Fonte da Pipa situa-se a cerca de três quilómetros de distância de Loulé, perto da estrada para Faro. É considerado como um dos edifícios emblemáticos da cidade, tendo o presidente da Câmara Municipal afirmado ao Sul Informação em 2017 que era um «património sentimental da cidade», apesar de ser propriedade privada. Antes da sua destruição parcial num incêndio em 2017, contava com vários elementos decorativos de interesse, como os torreões, frescos e outras obras de arte. Segundo a associação Almargem, «A obra arquitetónica inspirou-se nas tendências românticas da época, que se concretizaram um pouco por toda a Europa em bucólicos palácios situados no campo e com notáveis preocupações estéticas, ao gosto e posse de cada um. Tinha as paredes e tetos artisticamente decorados, e muita incorporação de madeiras no seu espaço interior». Mais precisamente, o palácio tentou emular o estilo dos Castelos do Vale do Loire.
 As primeiras obras de decoração e pintura estiveram a cargo do conhecido artista Pereira Cão, e posteriormente o artista algarvio Roberto Nobre trabalhou na decoração interior, como referido no jornal Alma Algarvia de 9 de Janeiro de 1927: «Roberto Nobre foi contratado pelo Senhor Manoel Dias Sancho para decorar os salões da sua bela quinta «Fonte da Pipa», aproveitando assim as manifestações artisticas de um regionalismo môço e renovador, que encontrou em Roberto Nobre um admiravel interprete».

## História

### Construção
As obras do palacete começaram a partir de 1874 ou 1875, pelo construtor civil conhecido como Zé Verdugo, que também foi responsável pela instalação do Mercado Municipal de Loulé. Nesta época, o edifício também sendo então conhecido como Quinta da Esperança ou Fonte da Esperança. Foi construído para o político Marçal de Azevedo Pacheco, que foi presidente da Câmara Municipal de Loulé e deputado pelo Partido Regenerador. Faleceu em 17 de Abril de 1896, no interior do palácio, antes das obras do edifício terem sido concluídas. Marçal Pacheco foi alcunhado como Senhor da Fonte da Pipa ou Marçal da Fonte da Pipa em vários artigos derrogatórios publicados no jornal O Louletano entre 1893 e 1895, que estava ligado à oposição, o Partido Progressista.

### Século XX
Em 26 de Setembro de 1901, o jornal O Pregoeiro publicou o seguinte anúncio: «Arrenda-se a quinta da Fonte da Esperança, on da Pipa, redores de Loulé. Trata-se com a sua proprietaria, D. Hercilia Cordeiro de Sequeira Pacheco. Amoreiras. Lisboa, ou com José d’Azevedo Pacheco, Loulé». Nos princípios do século XX, o palácio foi requisitado aos donos, de forma a acolher clientes que sofriam de tuberculose, durante uma período em que a doença atingiu o país com muita gravidade.
Em 1916 ainda pertencia à mesma família, uma vez que em 17 de Dezembro desse ano o jornal O Algarve referiu que «esteve ante hontem nesta cidade o sr. Marçal Pacheco, que tem estado na sua propriedade da Fonte da Pipa, nos suburbios de Loulé».
Em 24 de Junho de 1923, o jornal O Algarve referiu que a propriedade tinha sido vendida pela família de Marçal Pacheco ao banqueiro Manuel Dias Sancho: «O sr. Manuel Dias Sancho banqueiro desta cidade, comprou a quinta da Esperança, nos suburbios de Loulé, que pertencia aos herdeiros de Marçal Pacheco». Uma notícia semelhante foi publicada no jornal O Progresso de 17 de Junho de 1923: «acaba de ser adquirida pelo sr. Manuel Dias Sancho, de Faro, a conhecida Quinta de Fonte da Pipa, ali na estrada que nos liga àquela cidade». Manuel Sancho usou o palacete como casa de veraneio, como refere o jornal Noticias do Algarve em 15 de Julho de 1923: «Com sua esposa a Exma. Sr.ª D. Maria do Brito Sancho está veraneando na sua Quinta da Fonte da Pipa, o sr. Manuel Dias Sancho, banqueiro desta praça». Em 1927, os salões foram alvo de trabalhos de decoração, executados pelo artista Roberto Nobre.
Porém, Manuel Dias Sancho perdeu a propriedade para o Banco do Algarve, na sequência da crise financeira de 1929. Em 17 de Abril de 1932, o jornal O Algarve publicou os estatutos do recém formado Banco do Algarve, referindo que «A casa bancaria Manuel Dias Sancho [...] passa a existir sob a fórma de sociedade anonyma de responsabilidade limitada e sob a denominação de Banco do Algarve», enquanto que o Artigo V determinou que «o capital social é de 5.000 contos, [...] e é constituído pelos bens e valores que compôem o activo de Manuel Dias Sancho e da respectiva Casa Bancária».
Em 1959 o palácio estava novamente à venda, tendo o anúncio sido publicado em 19 de Março desse ano, no jornal Correio do Sul:«Quinta da Fonte da Pipa - conhecida quinta de rendimento e de repouso, com belo palacete, situada a mil metros da vila da Loulé, a seis quilómetros da praia de Quarteira e a 16 de Faro, com lindas paisagens, boas terras de semeadura, muitas árvores de fruto, com lagos e tanques, instalações para feitor e estábulos.». Indicava que as propostas deveriam ser enviadas para o escritório do advogado Francisco Manuel Sancho e Brito e o médico Manuel Guerreiro Pereira. O palácio foi posteriormente comprado por Francisco Guerreiro Pereira, que nos princípios dos anos 80 o vendeu à empresa Quinta da Fonte da Pipa, Urbanizações, tendo nessa época sido alvo de grandes obras de recuperação.

### Século XXI
Entre 2008 e 2010, o Palácio conheceu um grande reaproveitamento como espaço para eventos, tendo acolhido diversas exposições de arte e conferências. Por exemplo, entre Julho e Setembro de 2008 abrigou a exposição Reacção em Cadeia, de Luís Tavares Pereira, organizada pelo Museu de Arte Contemporânea de Serralves. Em Junho e Agosto de 2009 acolheu uma série de conferências sobre arte, no âmbito do programa do Curso Experimental de Arte Contemporânea Mobilehome. Também em Agosto foi ali organizada uma exposição de arte, como parte do programa Allgarve. No ano seguinte voltou a ser palco de uma exposição de arte, intitulada Negreiros e Guaranis, com obras de José de Guimarães, tendo uma das finalidades deste evento sido chamar a atenção para as avançadas condições de degradação em que se encontrava o imóvel.
Em 28 de Outubro de 2016, a Câmara Municipal de Loulé organizou a terceira edição da Corrida Halloween, tendo um dos locais visitados durante este evento sido o exterior do Palácio da Fonte da Pipa. O palácio voltou a fazer parte do percurso durante a quarta edição deste evento, em 2017.
Em 24 Janeiro de 2017 o edifício foi parcialmente destruído por um incêndio, tendo ardido o telhado, o interior e os torrões. Apesar de ser frequentemente utilizado por pessoas sem abrigo, não se registaram quaisquer vítimas no incêndio. Aquando do incêndio, a propriedade em que se insere o edifício, com cerca de 28 Ha, estava na posse de um Fundo Imobiliário britânico, que fez várias propostas para a sua urbanização, embora tenham sido travadas pelo Plano Director Municipal. Com efeito, o autarca de Loulé explicou que não havia base legal para fazer ali uma grande urbanização, uma vez que «o PDM de Loulé não reconhece aquela zona como urbanizável». A associação Almargem emitiu um comunicado onde lamentou o incêndio, referindo que foram «assinaláveis as perdas materiais sofridas no seu interior e na cobertura», acrescentando que «agora teremos de aguardar, para ver o que se vai seguir para aquela que é seguramente uma das jóias arquitetónicas da nossa cidade».

## Leitura recomendada
- LUÍS, Elídia Ribeiro; LOBO, Maria da Graça da Silva Lobo (1982). «Breve Estudo sobre o Palacete da Fonte da Pipa, em Loulé». Património e Cultura (7). Vila Real de Santo António. p. 7-9